# Nagórczany
Nagórczany (dawn. Nahórczany, Nahorczany, Nahurczany) – część wsi Śliwnica w Polsce,położona w województwie podkarpackim, w powiecie przemyskim, w gminie Krasiczyn. Leży na południowy wschód od centrum Śliwnicy.

## Historia
Dawniej samodzielna wieś i gmina jednostkowa w powiecie przemyskim Królestwa Galicji i Lodomerii. W II RP już nie figuruje jako samodzielna gmina, lecz jako część gminy Śliwnica. Od 1934 w zbiorowej gminie Prałkowce.
18 sierpnia 1881 w Nahurczanach urodził się Jan Fedyk – organizator oświaty rolniczej, kółek rolniczych i spółdzielczości wiejskiej w powiecie wrzesińskim.